# Policía Nacional Revolucionaria de Cuba
La Policía Nacional Revolucionaria de Cuba (PNR), fue creada el 1959 por el gobierno comunista actual de la isla.

## Historia

### Policía colonial (1769–1898)

#### Surgimiento y desarrollo
Las primeras formas policiales en Cuba tienen sus expresiones en la represión contra los aborígenes y esclavos llevadas a cabo por elementos colonialistas desarrollando actividades de vigilancia y control mediante variadas formas; entre estas el patrullaje mediante cuadrillas en campos y ciudades durante los siglos XV y XVI. En la medida que se desarrolla el colonialismo crecía su población por tanto la protección a la propiedad privada y el orden público se hacían más compleja durante el siglo XVII.
Posterior a la culminación de la toma de La Habana por los ingleses (siglo XVIII) el Conde de Ricla como Capitán general de la Isla en defensa de los intereses de la Corona española vigoriza una estructura civil con la creación de los Comisarios de Barrios que los faculta en misiones policiales. El 19 de noviembre de 1769 es refrendado por Real cédula de Carlos III de España el proyecto de Reglamento de Policía y Ordenanzas el cual contemplaba el Comisario de Policía en atención al barrio en lo correspondiente al orden y disciplina.
A partir del Censo de Población de 1773–1774 los Comisarios de Barrios comenzaron con un “registro de direcciones” con la población de su circunscripción. En La Habana durante el año 1816 se estructura el sistema de policía, designándose como inspector y responsable del Orden Público el Regidor del Ayuntamiento y bajo sus órdenes a los Comisarios y Tenientes Comisarios de los respectivos barrios. A este sistema se suman las rondas nocturnas obligadas, realizadas por los ciudadanos, así como las partidas de persecución en La Habana, Puerto Príncipe (Camagüey) y Santiago de Cuba.
Posteriormente se decide dejar las partidas, rondas y patrullas, con el apoyo de los vecinos que el Estado subvencionaba. A los policías se les pagaban de las recaudaciones. Durante la década de 1820 en la nueva división política administrativa; a los efectos policiales se le estructuró el servicio de policía en Barrios atendidos por el Regidor de Policía, el Cuartel atendido por el diputado de Policía interior y Cuadra atendido por el Vigilante de Policía.
La creación del primer órgano policíaco profesional  se establece el 15 de julio de 1834 al comenzar el gobierno de Tacón denominado Cuerpo de Serenos teniendo como función la protección y seguridad pública. Ni los Comisarios de Barrio, ni los Capitanes de Partida, quienes cumplían funciones policiales nunca fueron en rigor profesionales de policía. En 1844, se instauró la Guardia Civil que cumplió los aspectos básicos de la institución policial. Desde los principios del siglo XIX se manifiesta con fuerza la necesidad de establecer la institución policial en Cuba, es así como el 22 de septiembre de 1853 se conoce del primer Reglamento para el Cuerpo de Policía en la Capital.
La Real Orden del 6 de mayo de 1855 no sólo refrendaba el Cuerpo de Policía de la Isla de Cuba, sino que introduce transformaciones en la concepción de la policía. Los Cuerpos de Serenos, Salvaguardia y Guardia Civil como fuerza de auxiliar, se mantendrían sin mayores afectaciones orgánicas y funcionales. El establecimiento de la policía colonial en Cuba no está al margen de los acontecimientos sociopolítico de la época. Al estallar la guerra de los Diez Años, la policía colonial asumió la salvaguarda de los intereses políticos desde el punto de vista policíaco, reforzado con fuerzas auxiliares  como es el caso del Cuerpo de Voluntarios. Otro aparato auxiliar de la policía durante la guerra fueron las fuerzas militares de Orden Público el 17 de julio de 1875. Durante la guerra la policía reprimió huelgas de cochero, lo que expresa su posición clasista. El 23 de junio de 1880 se emite un Reglamento orgánico para la policía donde se ratifican dos tipos de servicio:
1. Vigilancia y Seguridad a cargo del Gobierno.
2. El Municipal, al de los Ayuntamientos.

Las Jefaturas de Policía y las Comandancia de la Guardia Civil, ambas con fines policíacos, la primera con carácter civil, la segunda eminentemente militar, quedaba  así definitivamente separadas. Durante la década de 1880 se realizan determinadas modificaciones estructurales y se consolidan normas éticas policiales. En estos años la policía tiene funciones que aún permanecen dentro de las actuales que realiza la Policía Nacional Revolucionaria como es el control general del vecindario y  de los extranjeros. La Policía quedaba dividida en Policía Gubernativa y Policía Municipal.
El Celador fue la célula fundamental de la estructura policíaca colonial en Cuba; la especialización de los celadores llegó a determinar la existencia de una Policía Judicial encargada de investigar los delitos públicos. (Había cinco clases de celadores: Gubernativos, Municipales, Reconocimiento de Buques, Higiene y Particulares). Las fuerzas auxiliares de la policía cobraron también importancia. Continuaron vinculadas a la institución policial como fuerza auxiliar:
- Fuerzas militares de Orden Público.
- Cuerpo de Voluntarios.
- Alguaciles.
- Salvaguardas.
- Guardas particulares.
- Cuerpo de Serenos.

Al no contar con el apoyo del pueblo, procuraban captar elementos a los que llaman “Confidentes”. En el mes de septiembre de 1898 ya es un hecho la derrota de España, esto ocasionó una insubordinación y desorden en el cuerpo de policía, la disolución y evacuación del Batallón de Orden Público. El gobernador civil creó una nueva forma de Policía a la que el pueblo bautizaría como “Policía de Rifles” a la Policía Colonial.

### Policía republicana (1899-1958)

#### Antecedentes, Surgimiento y Desarrollo
Al hacerse cargo el gobierno federal de los Estados Unidos de la dominación de Cuba la fuerza policial estaba desorganizada. El nuevo orden impuesto no desarticula totalmente el cuerpo de policía establecido durante la colonia. Se mantiene la Policía Municipal; se establecen patrullas de soldados norteamericanos y dos compañías de tropas del Ejército Libertador Cubano en el centro de la capital.
El propio proceso evolutivo de la policía depuró de la misma a los ciudadanos dignos del cuerpo, existiendo una total corrupción. Adjunto a la Policía Municipal se constituyó el Buró de Detectives como órgano ejecutivo y de investigación. El sistema de prisiones formaría parte del nuevo engranaje coercitivo policiaco. Se mantuvo la llamada “Casa de Recogida” o Prisión de Mujeres; se contemplaría el nuevo orden policial con las Cortes de Policía y Juzgados Correccionales, presididos por el Supervisor de E. Unidos.
La policía durante la Primera Intervención militar de Estados Unidos comienza oficialmente el 5 de marzo de 1899. La clase obrera fue reprimida ante sus demandas apaleándose a los obreros. En 1900 continuaron los cambios en la estructura policial, pero siempre en respuesta a la clase dominante y a su politiquería. A mediados de 1902 los tabacaleros comienzas a exigir sus demandas en todas las fábricas siendo reprimidos.
Al establecerce la nueva República el 20 de mayo de 1902, su primer presidente Tomás Estrada Palma continuó la política de Estados Unidos y no hizo nada por mover la anacrónica estructural policial de la colonia. La segunda intervención norteamericana indicó un desarrollo en el Cuerpo de Policía (1906–1908). En 1908 se produce un incremento de presupuesto y personal para el desarrollo de estas actividades. El 1 de septiembre de 1909 se crea el Gabinete Nacional de Identificación. A finales de 1910 comienza a registrarse un cambio en  su estructura y comienzan a aparecer  los membretes oficiales con el título “Cuerpo de Policía Nacional”. Se desarrolla la represión contra diferentes movimientos huelguístico obrero sobre el año 1911.
La Primera Guerra Mundial de 1914 propicia la “Danza de los Millones” o “Las Vacas Gordas” beneficiando a los monopolios y a la burguesía. En febrero de 1917, el presidente José Miguel Gómez organiza un golpe de Estado que no es apoyado por Estados Unidos y es reelecto el presidente Mario García Menocal quien declara la guerra a Alemania; este incremento el personal de la policía y su reorganización contra el movimiento obrero que lleva a cabo diferentes huelgas, durante los años 1919–1920.
Transcurre esta década con similar actitud de represión por la policía y durante el mandato del presidente Gerardo Machado, su policía agudiza la represión policial frente a una situación revolucionaria creada en el país; mueren producto de estas acciones líderes obreros y estudiantiles por sus actividades revolucionarias como Alfredo López Rojas, Julio Antonio Mella y Rafael Trejo González entre otros.
La agudización de las luchas de clases obligaba al régimen a adoptar nuevas medidas represivas, es así como se centralizan los órganos policiales en la Milicia Nacional que comprendía  todos los cuerpos policiales de la República, los cuerpos de escolta de las cárceles y agentes especiales de la Secretaría del Interior. La policía en el Gobierno de los Cien Días fue el único período de la policía en la república neo colonial con antecedentes de ser una policía de nuevo tipo pero al final corrió la misma suerte de la Revolución de 1933 que no obtuvo su triunfo.

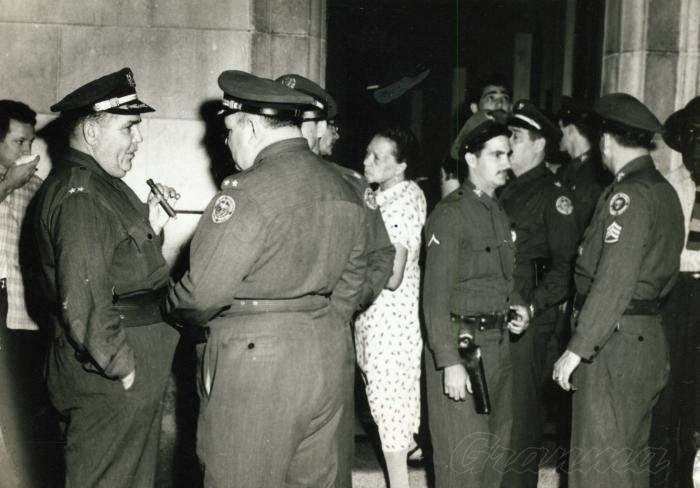
Policía de La Habana en la masacre de Humboldt 7.

La Policía Nacional durante los gobiernos presididos por Fulgencio Batista, Ramón Grau San Martín,Carlos Prío Socarrás que propicia el golpe de Estado en Cuba de 1952 desarrollan el gansterismo, notable corrupción gubernamental, elevada represión al movimiento revolucionario, violación de los derechos humanos y constitucionales.. Es significativo que desde mediados de la década de 1940 hasta 1958 se produce un desarrollo de la política de guerra fría En Cuba la Policía Nacional crea algo similar a la “Porra Machadista” que se denominó los “Tigres de Masferrer” como organización gansteril y se fortaleció la Policía Nacional con el Cuerpo Auxiliar.
Un hecho de trascendental violación llevada a cabo por el presidente Fulgencio Batista fue que con su golpe de Estado elaboró los “Estatutos Constitucionales” violando la Constitución cubana de 1940. Ante tal hecho el 6 de abril de 1952 es enterrada simbólicamente la Constitución por los estudiantes universitarios y luego de concluir su velorio  fue llevada hasta la Fragua Martiana. Durante los años 1952 hasta 1958 la policía incrementó la represión contra el movimiento obrero y las acciones revolucionarias, hasta el triunfo de la Revolución cubana el 1 de enero de 1959.

#### Policía Nacional Revolucionaria de Cuba
En la estructuración de los pequeños poblados del Segundo Frente Oriental «Frank País», controlados por la Columna n.º 6  “Juan Manuel Ameijeiras”, fueron concebidos los Comités de Campesinos Revolucionarios, quienes notificaban las actividades delictivas manifiestas en aquellos campos. A la medida que se desplazaban las tropas por las zonas orientales, muchas veces a pie y otras a caballo, las primeras patrullas de la Policía Rebelde que se desplegaron por recónditos lugares actuaban en correspondencia con las órdenes decretadas por el Movimiento 26 de Julio.
Su encargo estaba dirigido a proteger la Comandancia Central, cumplir y hacer cumplir las órdenes militares y demás disposiciones vigentes, perseguir a los autores de actos delictivos, prohibir el juego ilícito, así como de la identificación, custodia y seguridad de los prisioneros de guerra y el orden interior, en beneficio de la salvaguardia y defensa de los pequeños asentamientos liberados.
En los primeros años de Revolución cubana, realizó numerosas detenciones por "conspirar contra la seguridad y estabilidad del Estado", y algunos hechos de carácter común, estructurándose distintas unidades de policía en todo el territorio nacional a partir de la nueva jurisdicción y las problemáticas concretas que caracterizaban a cada provincia.
En la victoria de la invasión de bahía de Cochinos en abril de 1961, el Batallón de la PNR tuvo participación destacada junto con otras fuerzas defensivas. En medio del ataque, el batallón de combate que se encontraba en las lomas del Esperón se dirigió rápidamente al lugar, conformando distintos puntos defensivos. Desde entonces, reafirmarían su compromiso con el pueblo y la defensa de la Patria. La caída de 18 de sus combatientes simbolizó un ejemplo de actuación.
Acontecimientos externos e internos y las reformas institucionales, políticas, sociales y administrativas influyeron necesariamente en los cambios estructurales de la Policía Nacional Revolucionaria (PNR) y su política de enfrentamiento contra el delito y la subversión. Durante esta primera etapa, la PNR desarrolló importantes misiones, entre las que se destaca la Rebelión del Escambray y la Crisis de los misiles de Cuba,  apoyados por los movimientos sociales que sucedieron, tales como las Milicias Revolucionarias, las Fuerzas Auxiliares, los CDR y la FMC, cuya fundación permitieron una mejor organización en el enfrentamiento.
Con un carácter legítimo, luego se dedicaría a la prevención, neutralización y esclarecimiento de las actividades delictivas de carácter común; la vigilancia del cumplimiento de las leyes y regulaciones del tránsito y la preservación del orden público y la seguridad ciudadana, como parte del Ministerio del Interior. Una de las figuras creadas en la década del 70, sería el Jefe de Sector, el cual llegó a convertirse en el ente fundamental del trabajo preventivo del delito en la comunidad, así como a colaborar en la reinserción social de aquellos que habían delinquido dentro de su radio de acción.
Con el derrumbe del campo socialista, la actividad policiaca enfrentó nuevos desafíos, atendiendo a los factores económicos adversos que generó, para lo cual se requirió mayor conciencia política. Estos escenarios influyeron en las concepciones de trabajo que se implementarían en el futuro con el desarrollo de la institución policial. Fue una época difícil, pero a pesar de las circunstancias, el factor determínate lo estableció el apoyo constante del pueblo, y la visión humana de la PNR de no abusar jamás, basada en el comprometimiento con todos y para el bien de todos, y en generar un ambiente de seguridad y protección a esa sociedad, de la cual sigue siendo parte indisoluble.
Actualmente las funciones y servicios policiales se implementan bajo un modelo policial preventivo, de servicios, proactivo, comunitario y de responsabilidad compartida, que integra y articula esfuerzos entre la sociedad y el Estado, con la participación protagónica del pueblo, la familia y la comunidad, los organismos y entidades estatales, los órganos locales del Poder Popular, las organizaciones sociales y de masas.

## Estructura
La PNR es garante de la tranquilidad ciudadana, y forma parte, a través de la Dirección General (DGPNR), del Ministerio del Interior (MININT), con cuyos órganos trabaja de conjunto. Está presente desde el nivel de barrio, a través de los Jefes de Sectores (en cada barrio del país hay al menos un sector con un oficial de la policía), hasta las unidades policiales de nivel municipal. Poseen también unidades especiales como la Brigada Especial, con presencia en cada provincia a través de compañías o pelotones, orientada al enfrentamiento directo a manifestaciones delictivas de alto nivel (riñas callejeras, arresto de delincuentes peligrosos). La Brigada Especial posee un entrenamiento especial y usa también armamento especial, de acuerdo con la misión que se le designe.
Existe otra instancia llamada la Brigada Especial Nacional, fundada en los años 80 del siglo XX, que actúa en las situaciones más complejas (casos de secuestros de embarcaciones, aeronaves). La BEN, conocida como "Gallitos", cuyo lema es "Somos como los gallos finos, que nunca abandonan el ruedo", tiene unidades en cada provincia cubana.. El trabajo de la PNR hace énfasis en la acción preventiva. En la capital del país, existe la Policía Especializada, parte de la PNR que actúa en las zonas de interés turístico de esa ciudad, se distinguen del resto de los agentes por el uso de una boina azul, y un distintivo en el hombro con el nombre del órgano. Existen además otras estructuras específicas de la PNR, como la Policía Ferroviaria, que actúa en el transporte ferroviario. Así mismo, forma parte de la PNR la Dirección de Tránsito, dedicado al control del tráfico vehicular.

## Equipamiento

### Vehículos

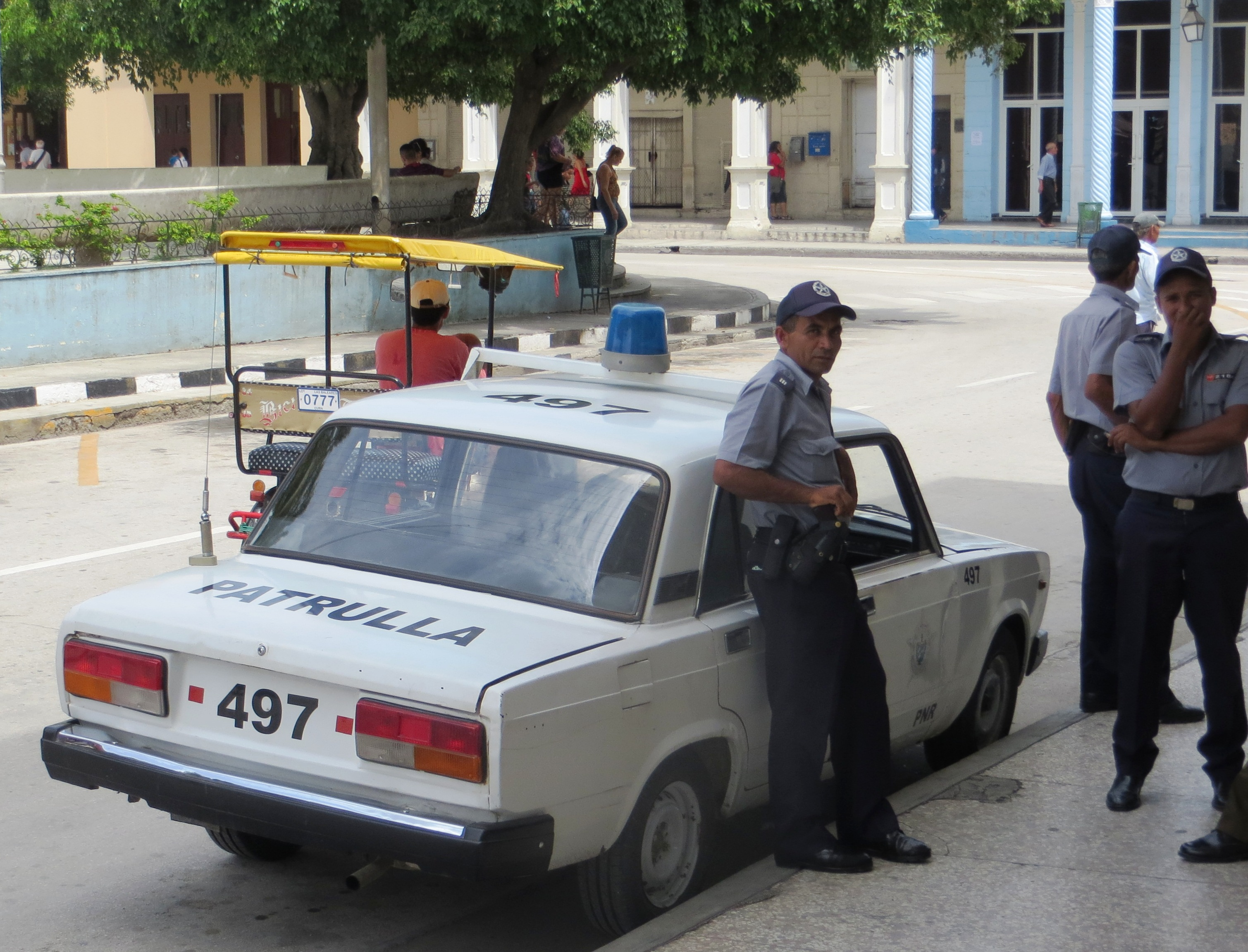
Policía Nacional Revolucionaria en La Habana.

La PNR durante su períodos de existencia ha tenido una variada gama de vehículos, dependiendo del momento histórico por el cual esté transitando el país. Antes de la disolución de la Unión Soviética, las unidades de patrulla contaron con autos Volgas y Ladas 1600; de color negro-azulado con las puertas, techo, capo y maletero de color blanco y el escudo destintivo en las puertas; años después las patrullas fueron pintadas totalmente de blanco con el escudo en las puertas delanteras. Otros vehículos utilizados fueron los todoterrenos UAZ-469 y UAZ-452 y las motos utilizada por la unidades motorizadas llamadas "caballitos" eran marca JAWA de 350cc.
En la década de los 80 y principios de los 90, predominaron los autos LADA 2105, 2104, 2107; además los Lada Niva 2131 como todoterreno y como vehículo de criminalistica, manteniéndose las motos JAWA en versiones más modernas. Después del período especial cuando comienza a recuperarse la economía fueron apareciendo en las calles cubanas cada vez más autos modernos de procedencia europea y asiática por lo que los viejos y muy utilizados ladas necesitaban ser sustituidos. Esta sustitución comenzó en La Habana por autos marca Peugeot 101, 306, 406 franceses y Moto Guzzi de alta cilindrada. En las provincias se sustituyeron por modelos más modernos de Lada 2106 y 2107, y motos Yamaha Motor Company Yamaha Virago de 750cc.
En los últimos años la flota de patrullas ha seguido modernizandose cada cierto tiempo ya se han extendido a todo el país los Geely CK y Geely MK, los todoterrenos BAW Beijing Auto Worky las motocicletas Suzuki GN125. Las más recientes actualizacione se pueden percibir en La Habana con patrullas de modernos Peugeot 301, Lada Vesta , Hyundai i10, todoterrenos Foton chinos; así como motos CFMOTO de alta cilindrada también de origen china y otros modelos de Suzuki. Llama la atención que la última actualización de la motorizada cambió el tradicional color negro por motos de color blanco.

### Armamento y otros medios
El arma reglamentaria del oficial de PNR, del policía, es la pistola Makarov de 9 mm de fabricación Soviética, con licencia de producción en Cuba. Los infantes portan además un bastón o tonfa, además de esposas (grilletes) para caso de arrestos, y sprays de defensa/ataque. En la actualidad también se les puede observar con frascos de gases lacrimógenos aunque se recoge escaso uso de estos.
En los últimos años se ha incrementado el uso de la videovigilancia en lugares de alta importancia pública y social, como la Habana Vieja, Centro Habana, Plaza de la Revolución, parte del Cerro y parte de Playa (municipios que contituyen el centro de la capital de República); Varadero (la zona más turística del país), Santiago de Cuba, (segunda ciudad de importancia del país); así como otros lugares y ciudades de interés general y de importancia social. Existen en las autopistas, en la Carretera Central y otras de las principales vías de accesos a las capitales provinciales Puntos de Control con videovigilancia además de guardia permanente de las Patrullas de Carretera.